# Masacre de Carhuapampa
La masacre de Carhuapampa fue el asesinato de 26 pobladores perpetrado por el Partido Comunista del Perú-Sendero Luminoso (PCP-SL) en Carhuapampa, Ayacucho. 

## Acontecimientos
Gilberto Hilarión Poma, alias "Camarada Carlos", era un terrorista perteneciente a Sendero Luminoso natural de Carhuapampa que desertó y se entregó al Cuartel Los Cabitos, siendo recibido por el general Howard Rodríguez. Los senderistas, al enterarse de su deserción, iniciaron su búsqueda sin poder hallarlo. En represalia por su deserción, los senderistas se dirigieron a Carhuapampa llegando el 31 de mayo de 1989. Al llegar a Carhuapampa, empezaron a disparar contra las personas que se encontraban en las calles y quienes se asomaban llegando a asesinar a mujeres y niños en el proceso. Entre las víctimas se encontraban la madre del "Camarada Carlos" y tres de sus hermanos. Se contabilizó un total de 26 muertos.